# نووه اوپوله
نووه اوپوله (به لاتین: Nowe Opole) یک روستا در لهستان است که در گمینا شدلتسه واقع شده‌است. نووه اوپوله ۸۰۰ نفر جمعیت دارد.